# میرزا زین‌العابدین ظهیرالاسلام
میرزا زین‌العابدین تهرانی (متولد ۱۲۶۱ ق تهران - متوفی ۱۱ ذی قعده ۱۳۲۱ ق در تهران) ملقب به ظهیر الاسلام امام جمعه تهران در عصر ناصرالدین شاه قاجار و مظفرالدین شاه قاجار بود

## زندگی‌نامه
پدرش میرزا ابوالقاسم خاتون‌آبادی از خاندان ائمه جمعه تهران بود که در ۱۲۷۱ ق درگذشت. بعد از فوت میرزا ابوالقاسم خاتون‌آبادی، فرزندش میرزا زین العابدین در سن طفولیت بود پس کفالت امام جمعه به عهده عموی او میرزا سید مرتضی تهرانی (صدرالعلماء) گذاشته شد تا زمانی که به سن ۱۸ رسید و به فرمان ناصرالدین شاه امام جمعه تهران و در همین سال ملقب به صدرالعلما شد.
دوستعلی‌خان نظام‌الدوله می‌نویسد در سال ۱۲۸۸ ق درمسیر زیارت امام رضا کرد به وبا مبتلا و نذر کرد چنانچه از این مرض جان سالم بدر برد دختر خود را به همسری یکی از سادات درآورد. پس از اینکه به تهران بازگشت تنی چند از سادات خواستگاری کردند سرانجام دختر نصیب سید میرزا زین العابدین شد.
پس از فوت همسر اول ناصرالدین شاه به درخواست سپهسالار دخترش ضیاء السلطنه را به همسری سید زین العابدین درآورد.

### ارتباط با فراموشخانه
اسماعیل رائین وی را اولین روحانی و امام جمعه ای می‌داند که به عضویت فراموشخانه درآمد. وی گزارش بلونه سفیر فرانسه به دولت خود را آورده:
فراماسونری به وسیله میرزا ملکم خان وارد این منطقه گردید و ظرف مدت کمی تمام ناراضیان به ویژه ملاها و سیدها در آن گرد آمدند. … افکار عمومی ضد ملکم خان است که می‌خواست شاه را نجات دهد و او حالا برای پیوستن به مردم، خویش را از شاه کنار کشیده است. ابتدا امام جمعه که رئیس مذهبی است در این راه پیشقدم شده است. با در نظر گرفتن خصایص آسیا، پیوستن امام جمعه به فراموشخانه سلاح خطرناکی خواهد بود که اگر به دست شخص کاردان و زیرکی بیفتد …
رائین معتقد است ملکم از وجود زین العابدین امام جمعه که تمایل به انگلیسی‌ها داشت استفاده‌های سیاسی فراوانی برد.
بگفته یحیی دولت‌آبادی میرزا زین العابدین برای رفتن به حج از مسیر اروپا می‌رود و چشم و گوش باز است

### اعمال نفوذ در تعویض صدراعظم
دوستعلی معیری نقل قولی را آورده:
 امام جمعه در زمستان ۱۳۲۱ ق از سفر مکه بازآمد… استقبالی شایان به عمل آمد من نیز به قصد دیدار از میان جمعیت می‌گذشتم … هنگامی به حضرت عبدالعظیم رسیدم که امام جمعه قبلاً رسیده بود… از حرم بیرون آمد و به دیدارم آغوش گشود. در حین معانقه گفت: غم مخور چیزی نخواهد گذشت که عین الدوله را بر سر جایش خواهم نشاند و اتابک را باز خواهم آورد!

### امام جمعه ناعالم
اعتماد السلطنه در بخشی از کتاب خواب‌نامه خود می‌گوید:
 امام جمعه که معلوماتش فقط این است که پسر مرحوم میرزا ابوالقاسم امام جمعه می‌باشد و اگر کسی از او بپرسد تو چکاره‌ای این قدر ناطقه و تقریر ندارد که بیان شغل و منصب خود نماید به حضور رفت و مطلب را به وجهی معروض داشت.

### امام جمعه متمول
خانه ظهیرالاسلام در محله بهارستان تقاطع خیابان ظهیرالاسلام و هدایت (خیابان قائدی کنونی) قرار دارد که هم‌اکنون در فهرست آثار ملی ثبت شده و اخیراً در تملک سازمان تأمین اجتماعی قرار گرفته و بازسازی شده است. میرزا زین العابدین املاک و مستغلات بسیاری در تهران و ساوه برای خود برپا کرد. بعداً بسیاری از آن‌ها را وقف کرد.
دوستعلی معیری می‌گوید:
از زمین‌های بی آب و گیاه واقع در سمت راست جاده سرخه حصار چاهک باغی به مساحت چند میلیون قد و قناتی پرآب احداث کرد و سر در و عمارتی زیبا در آنجا بنا نهاد. از گرد عمارت هشت خیابان عریض منشعب و دامنه آن‌ها تا دیوار باغ کشیده می‌شد. هر خیابان دو سه هزار ذرع طول داشت و در دو طرف هر یک نوعی از درختان بی بر و به اصطلاح جنگلی کاشته شده بود. در فاصله خیابان‌ها چمنستان‌ها، گلزارها، حوض‌ها و جویبارها و درختان بارور بسیار، نظر را لذت می‌بخشید و هوای معطر و مطبوع باغ دل را به فرح و انساط می‌آورد.
میرزا علی نقی حکیم الممالک حکیم محمد شاه و ناصرالدین شاه قاجار منطقه حکیمیه امروزی که چاهک نام داشت را خریداری و به نام خود حکیمیه نامید. بعدها آن را به زین العابدین فروخت و امامیه هم نامیده می‌شد.
فهرست موقوفات:
1. روستای حسین‌آباد گاوگرد
2. روستای چیچک آباد
3. روستای امام آباد
4. روستای قلندریه
5. روستای سینک
6. روستای حسین‌آباد
7. روستای فتح‌آباد
8. روستای انجیلاوندین
9. روستای طراز ناهید

### امام جمعه در بیماری
میرزا آقاخان کرمانی حکایتی در کتاب رضوان می‌گوید:
امام جمعه تهران بیمار شد طولوزان دکتر شراب کهنه تجویز کرد. امام جمعه گفت: اگر بخورم به جهنم خواهم رفت. دکتر گفت: اگر نخورید زودتر خواهید رفت.

### مرگ سید زین العابدین
در ۱۱ ذی قعده ۱۳۲۱ درگذشته جسدش در مقبره پدرش، سر قبر آقا به خاک سپرده شد.

## فرزندان
- از همسر اول، زهرا سلطان خانم

1. میرزا ابوالقاسم دوم داماد مظفرالدین شاه و برادر ناتنی سید جواد ظهیر الاسلام بود. این همان سید ابوالقاسم است که در جریان بلوای قند و سخنرانی جمال‌الدین واعظ اصفهانی به طرفداری از شاه با مشروطه طلبان اولیه درگیر میشود.[۹]
2. سید محمد امام‌زاده، نماینده مجلس شورای ملی و پس از استعفای برادرش امام‌جمعه نیز شد.
3. دختر، همسر شیخ‌جعفر سلطان‌العلماء
4. دختر، همسر میرزا احمد پسر میرزا جواد مجتهد تبریزی

- از همسر دوم، ضیاءالسلطنه

1. سیّدعلی حسام‌الدین میرزا
2. سیّد جواد ضیاءالدین میرزا،  ظهیرالاسلام
3. ندیم‌السلطنه
4. زهرا خانم  ضیاءالسلطنه  همسر محمد مصدق